# 轻型汽车污染物排放限值及测量方法
轻型汽车污染物排放限值及测量方法是中華人民共和國參照欧洲汽车尾气排放标准制定的汽車排放標準。中華人民共和國自2001年開始实施轻型汽车污染物排放限值及测量方法（Ⅰ）（國I標準） 。2016年4月1日起实施轻型汽车污染物排放限值及测量方法（V）（國V标准）。2020年開始實施轻型汽车污染物排放限值及测量方法（中国第六阶段）（國六标准）。國六标准分為国六A阶段和国六B兩個阶段，国六A相当于国五与国六的过渡阶段。国六A於2020年7月执行，国六B於2023年7月正式执行。